# Breaking Point
För andra betydelser, se Breaking Point (olika betydelser).
"Breaking Point" är en låt av den amerikanska sångerskan Keri Hilson. Den släpptes som den första singeln från Hilsons andra studioalbum, No Boys Allowed, den 7 september 2010. Låten skrevs av Timbaland, Jerome "JRoc" Harmon, Hilson och Timothy Clayton. Timbaland och JRoc producerade låten. "Breaking Point" är en R&B-låt i midtempo där Hilson sjunger om att lämna förhållanden som inte fungerar och att förvänta sig att män ska visa kvinnor mer respekt och kärlek. Låten mottogs med positiva recensioner och nådde nummer fyrtiofyra på Hot R&B/Hip-Hop Songs.

## Bakgrund och komposition
Hilson skrev "Breaking Point" med Timbaland, Jerome "JRoc" Harmon och Timothy Clayton. Timbaland och JRoc producerade låten. Textmässigt handlar låten om att lämna förhållanden som inte fungerar och att förvänta sig att män ska visa kvinnor mer respekt och kärlek. Låten utgavs digitalt i USA den 7 september 2010. Innan hade låten premiär på Rap-Up den 18 augusti 2010.
"Breaking Point" är en R&B-ballad i midtempo med trumljud, kuttrande bakgrundssång och orgelackord. Låten har även doo wop-färgade beats som blandas med pianon, fingerknäpp och enstaka "oohs." Låten slår samman influenser av pop och soul. Sara Andersson från AOL Radio skrev att Hilson "svävar högljutt" över en Timbaland-producerad midtempo-beat och en "improvisatorisk gospelstil." Chris Ryan från MTV Buzzworthy skrev att musiken har "alla snirkliga, rapningar och surrande slagverksljudeffekter som de typiska Timb[aland]-låtar." Han skrev dock att låten har en "härlig Prince-aktig melodi" och jämförde Hilsons sång med Mary J. Blige. Ken Capobianco från The Boston Globe jämförde också hennes sång med Blige.

## Mottagande
James Cole från UAB Kaleidoscope skrev att "låten är en bra hymn för kvinnor och även några män, som gör den till en stark första singel som visar albumets inriktning." Luke Gibson från Hip-Hop DX skrev att den var "en av hennes bästa hittills" och att "No Boys Allowed inte har tillräckligt med sådana låtar." Caroline Sullivan från The Guardian skrev att "den bedrägligt söta, spännande "Breaking Point" konstaterar att vissa kvinnor 'tolererar alldeles för mycket', men det går lätt åt att den missas." Jayzon Rodriqugez från MTV News kallade den "käck men långsam." Rap-Up kallade låten "vintage-klingande." Karen Tye från Adelaide Now kallade den en "Motown-inspirerad ballad," och sade att Hilson "åkallar Beyoncé." Mariel Concepcion från Billboard noterade likheterna mellan låten och Melanie Fionas "Give It to Me Right" och Beyoncés "Why Don't You Love Me."

## Låtlista
- Digital nedladdning[3]

1. "Breaking Point" - 4:15

## Topplistor
| Topplista (2010)          | Högsta position |
| ------------------------- | --------------- |
| USA Hot R&B/Hip-Hop Songs | 44              |